# Ally McCoist
Alistair Murdoch McCoist, detto Ally (Bellshill, 24 settembre 1962) è un ex calciatore e allenatore di calcio scozzese, di ruolo attaccante.

## Carriera

### Giocatore

#### Club
La carriera professionistica di McCoist iniziò nel St. Johnstone di Perth nel 1979, a 17 anni. Dopo due stagioni prolifiche l'attenzione di molti club si appuntò su di lui, e gli inglesi del Sunderland riuscirono a spuntarla sul tentativo dei Rangers di ingaggiare l'astro nascente del calcio scozzese. Tuttavia, dopo due annate non molto positive (solo 8 goal in 56 incontri) furono proprio i Rangers a mettere sotto contratto McCoist.
Il matrimonio con i Rangers fu lungo e fruttuoso: non solo nelle 15 stagioni trascorse a Glasgow egli divenne il miglior marcatore della storia del club (con 251 goal in campionato e 355 totali), ma vinse 10 campionati scozzesi (di cui 9 consecutivi), una Scottish Cup e nove Scottish League Cup; in due stagioni (1992 e 1993) fu il massimo marcatore europeo, ma per sua sfortuna in quegli anni la Scarpa d'oro non era assegnata.
Nel 1998 McCoist lasciò i Rangers per spendere gli ultimi anni di carriera al Kilmarnock, fino al ritiro avvenuto nel 2001.
A livello personale, McCoist ricevette il premio di giocatore scozzese dell'anno nel 1992 e fu miglior marcatore europeo nel 1992 e nel 1993 (entrambe le volte con 34 goal). Tuttavia non ottenne la Scarpa d'oro che dal 1991 al 1996 non è stata assegnata. Nel 1994, per meriti sportivi, è stato insignito dell'onorificenza di Membro dell'Ordine dell'Impero Britannico.

#### Nazionale
Benché chiamato in nazionale scozzese da Alex Ferguson nel 1985, McCoist non fece parte della lista dei 22 giocatori selezionati per il campionato del mondo 1986 in Messico. Prese tuttavia parte al successivo campionato del mondo in Italia e, successivamente, a due fasi finali del campionato d'Europa, nel 1992 in Svezia e nel 1996 in Inghilterra. In 13 anni di nazionale le presenze totali furono 61 con 19 goal, che a tutt'oggi valgono a McCoist il riconoscimento di quinto marcatore di sempre della rappresentativa del suo Paese.

### Allenatore
Dal 2004 al 2007 è stato vice allenatore della nazionale scozzese e dal 2007 al 2011 vice del Glasgow Rangers. Ha ereditato la panchina di questi ultimi nel giugno 2011 ed è uscito già al 3º turno dei preliminari di Champions League ad agosto eliminato dal Malmö Fotbollförening. Si piazza 2º in campionato e a fine stagione la squadra fallisce e riparte dalla quarta divisione con McCoist allenatore che in due stagioni porta i Rangers in seconda divisione. Si dimette dall'incarico nel dicembre 2014.

## Fuori dal campo
L'attività di commentatore sportivo di McCoist è iniziata ben prima del suo ritiro calcistico: già nel 1996 partecipò a trasmissioni sportive, benché egli sia stato sempre più interessato all'attività sul campo: chiamato come assistente di Walter Smith nel 2004 alla guida della Nazionale scozzese, all'inizio del 2007 lo ha seguito ai Rangers per ricoprirvi analogo ruolo.
Nel 2000 si è anche cimentato come attore, nel film Sfida per la vittoria (A shot at glory), diretto da Michael Corrente ed interpretato da Robert Duvall e Michael Keaton. Nel film interpreta Jackie McQuillan (personaggio di fantasia), un asso del Celtic Glasgow (ironia della sorte), che accetta di scendere in seconda divisione scozzese, nella squadra allenata dal suocero (Robert Duvall).

## Statistiche

### Giocatore

#### Presenze e reti nei club
Statistiche aggiornate al termine della carriera da calciatore.
| Stagione            | Squadra             | Campionato          | Campionato | Campionato | Coppe nazionali | Coppe nazionali | Coppe nazionali | Coppe continentali | Coppe continentali | Coppe continentali | Altre coppe | Altre coppe | Altre coppe | Totale | Totale |
| Stagione            | Squadra             | Comp                | Pres       | Reti       | Comp            | Pres            | Reti            | Comp               | Pres               | Reti               | Comp        | Pres        | Reti        | Pres   | Reti   |
| ------------------- | ------------------- | ------------------- | ---------- | ---------- | --------------- | --------------- | --------------- | ------------------ | ------------------ | ------------------ | ----------- | ----------- | ----------- | ------ | ------ |
| 1978-1979           | St Johnstone        | SFD                 | 4          | 0          | SCup+SLCup      | -               | -               | -                  | -                  | -                  | -           | -           | -           | 4      | 0      |
| 1979-1980           | St Johnstone        | SFD                 | 15         | 0          | SCup+SLCup      | 1+0             | 0+0             | -                  | -                  | -                  | -           | -           | -           | 16     | 0      |
| 1980-1981           | St Johnstone        | SFD                 | 38         | 22         | SCup+SLCup      | 3+2             | 1+0             | -                  | -                  | -                  | -           | -           | -           | 43     | 23     |
| 1981-1982           | St Johnstone        | SFD                 | -          | -          | SCup+SLCup      | 0+5             | 0+4             | -                  | -                  | -                  | -           | -           | -           | 5      | 4      |
| Totale St Johnstone | Totale St Johnstone | Totale St Johnstone | 57         | 22         |                 | 4+7             | 1+4             |                    | -                  | -                  |             | -           | -           | 68     | 27     |
| 1981-1982           | Sunderland          | FD                  | 28         | 2          | FACup+CdL       | 3+1             | 0+0             | -                  | -                  | -                  | -           | -           | -           | 32     | 2      |
| 1982-1983           | Sunderland          | FD                  | 28         | 6          | FACup+CdL       | 1+4             | 0+1             | -                  | -                  | -                  | -           | -           | -           | 33     | 7      |
| Totale Sunderland   | Totale Sunderland   | Totale Sunderland   | 56         | 8          |                 | 4+5             | 0+1             |                    | -                  | -                  |             | -           | -           | 65     | 9      |
| 1982-1983           | Rangers             | PD                  | -          | -          | SCup+SLCup      | -               | -               | -                  | -                  | -                  | CgC         | 2           | 0           | 2      | 0      |
| 1983-1984           | Rangers             | PD                  | 30         | 8          | SCup+SLCup      | 4+10            | 3+9             | CdC                | 3                  | 0                  |             | -           | -           | 47     | 20     |
| 1984-1985           | Rangers             | PD                  | 25         | 12         | SCup+SLCup      | 3+6             | 0+5             | CU                 | 4                  | 1                  | CgC         | 2           | 2           | 40     | 20     |
| 1985-1986           | Rangers             | PD                  | 33         | 25         | SCup+SLCup      | 1+4             | 1+1             | CU                 | 2                  | 0                  | CgC         | 2           | 5           | 42     | 32     |
| 1986-1987           | Rangers             | PD                  | 44         | 34         | SCup+SLCup      | 1+5             | 0+2             | CU                 | 6                  | 2                  | -           | -           | -           | 56     | 38     |
| 1987-1988           | Rangers             | PD                  | 40         | 31         | SCup+SLCup      | 2+5             | 1+6             | UCL                | 6                  | 4                  |             | -           | -           | 53     | 42     |
| 1988-1989           | Rangers             | PD                  | 19         | 9          | SCup+SLCup      | 8+4             | 5+4             | CU                 | 2                  | 0                  | -           | -           | -           | 33     | 18     |
| 1989-1990           | Rangers             | PD                  | 34         | 14         | SCup+SLCup      | 2+4             | 0+4             | UCL                | -                  | -                  |             | -           | -           | 40     | 18     |
| 1990-1991           | Rangers             | PD                  | 26         | 11         | SCup+SLCup      | 2+4             | 1+3             | UCL                | 4                  | 3                  | -           | -           | -           | 36     | 18     |
| 1991-1992           | Rangers             | PD                  | 38         | 34         | SCup+SLCup      | 5+4             | 4+1             | UCL                | 2                  | 0                  |             | -           | -           | 49     | 39     |
| 1992-1993           | Rangers             | PD                  | 34         | 34         | SCup+SLCup      | 4+5             | 5+8             | UCL                | 9                  | 2                  |             | -           | -           | 52     | 49     |
| 1993-1994           | Rangers             | PD                  | 21         | 7          | SCup+SLCup      | 6+1             | 3+1             | -                  | -                  | -                  | -           | -           | -           | 28     | 11     |
| 1994-1995           | Rangers             | PD                  | 9          | 1          | SCup+SLCup      | -               | -               | -                  | -                  | -                  | -           | -           | -           | 9      | 1      |
| 1995-1996           | Rangers             | PD                  | 25         | 16         | SCup+SLCup      | 2+4             | 1+3             | UCL                | 6                  | 0                  | -           | -           | -           | 37     | 20     |
| 1996-1997           | Rangers             | PD                  | 24         | 10         | SCup+SLCup      | 3+3             | 1+3             | UCL                | 6                  | 6                  | -           | -           | -           | 36     | 20     |
| 1997-1998           | Rangers             | PD                  | 14         | 5          | SCup+SLCup      | 4+3             | 4+4             | UCL                | 4                  | 3                  | -           | -           | -           | 25     | 16     |
| Totale Rangers      | Totale Rangers      | Totale Rangers      | 416        | 251        |                 | 47+62           | 29+54           |                    | 54                 | 21                 |             | 6           | 7           | 585    | 362    |
| 1998-1999           | Kilmarnock          | PD                  | 26         | 7          | SCup+SLCup      | 1+2             | 0+1             |                    | -                  | -                  | -           | -           | -           | 29     | 8      |
| 1999-2000           | Kilmarnock          | PD                  | 9          | 1          | SCup+SLCup      | 0+1             | 0+2             | CU                 | 2                  | 0                  | -           | -           | -           | 12     | 3      |
| 2000-2001           | Kilmarnock          | PD                  | 18         | 1          | SCup+SLCup      | 2+2             | 0+2             |                    | -                  | -                  |             | -           | -           | 22     | 3      |
| Totale Kilmarnock   | Totale Kilmarnock   | Totale Kilmarnock   | 53         | 9          |                 | 3+5             | 0+5             |                    | 2                  | 0                  |             | -           | -           | 63     | 14     |
| Totale carriera     | Totale carriera     | Totale carriera     | 582        | 290        |                 | 137             | 94              |                    | 56                 | 21                 |             | 6           | 7           | 781    | 412    |

#### Cronologia presenze e reti in nazionale
| Cronologia completa delle presenze e delle reti in nazionale ― Paesi Bassi | Cronologia completa delle presenze e delle reti in nazionale ― Paesi Bassi | Cronologia completa delle presenze e delle reti in nazionale ― Paesi Bassi | Cronologia completa delle presenze e delle reti in nazionale ― Paesi Bassi | Cronologia completa delle presenze e delle reti in nazionale ― Paesi Bassi | Cronologia completa delle presenze e delle reti in nazionale ― Paesi Bassi | Cronologia completa delle presenze e delle reti in nazionale ― Paesi Bassi | Cronologia completa delle presenze e delle reti in nazionale ― Paesi Bassi |
| Data                                                                       | Città                                                                      | In casa                                                                    | Risultato                                                                  | Ospiti                                                                     | Competizione                                                               | Reti                                                                       | Note                                                                       |
| -------------------------------------------------------------------------- | -------------------------------------------------------------------------- | -------------------------------------------------------------------------- | -------------------------------------------------------------------------- | -------------------------------------------------------------------------- | -------------------------------------------------------------------------- | -------------------------------------------------------------------------- | -------------------------------------------------------------------------- |
| 29-4-1986                                                                  | Eindhoven                                                                  | Paesi Bassi                                                                | 0 – 0                                                                      | Scozia                                                                     | Amichevole                                                                 | -                                                                          |                                                                            |
| 12-11-1986                                                                 | Glasgow                                                                    | Scozia                                                                     | 3 – 0                                                                      | Lussemburgo                                                                | Qual. Euro 1988                                                            | -                                                                          | 64’                                                                        |
| 18-2-1987                                                                  | Glasgow                                                                    | Scozia                                                                     | 0 – 1                                                                      | Irlanda                                                                    | Qual. Euro 1988                                                            | -                                                                          | 67’                                                                        |
| 1-4-1987                                                                   | Anderlecht                                                                 | Belgio                                                                     | 4 – 1                                                                      | Scozia                                                                     | Qual. Euro 1988                                                            | -                                                                          |                                                                            |
| 23-5-1987                                                                  | Glasgow                                                                    | Scozia                                                                     | 0 – 0                                                                      | Inghilterra                                                                | Coppa Stanley Rous 1987                                                    | -                                                                          |                                                                            |
| 26-5-1987                                                                  | Glasgow                                                                    | Scozia                                                                     | 0 – 2                                                                      | Brasile                                                                    | Coppa Stanley Rous 1987                                                    | -                                                                          |                                                                            |
| 9-9-1987                                                                   | Glasgow                                                                    | Scozia                                                                     | 2 – 0                                                                      | Ungheria                                                                   | Amichevole                                                                 | 2                                                                          |                                                                            |
| 14-10-1987                                                                 | Glasgow                                                                    | Scozia                                                                     | 2 – 0                                                                      | Belgio                                                                     | Qual. Euro 1988                                                            | 1                                                                          | 20’                                                                        |
| 22-3-1988                                                                  | Ta' Qali                                                                   | Malta                                                                      | 1 – 1                                                                      | Scozia                                                                     | Amichevole                                                                 | -                                                                          | 51’                                                                        |
| 27-4-1988                                                                  | Madrid                                                                     | Spagna                                                                     | 0 – 0                                                                      | Scozia                                                                     | Amichevole                                                                 | -                                                                          | 68’                                                                        |
| 17-5-1988                                                                  | Glasgow                                                                    | Scozia                                                                     | 1 – 1                                                                      | Colombia                                                                   | Coppa Stanley Rous 1988                                                    | -                                                                          | 58’                                                                        |
| 21-5-1988                                                                  | Londra                                                                     | Inghilterra                                                                | 1 – 0                                                                      | Scozia                                                                     | Coppa Stanley Rous 1988                                                    | -                                                                          | 77’                                                                        |
| 19-10-1988                                                                 | Glasgow                                                                    | Scozia                                                                     | 1 – 1                                                                      | Jugoslavia                                                                 | Qual. Mondiali 1990                                                        | -                                                                          | 55’ 75’                                                                    |
| 8-3-1989                                                                   | Glasgow                                                                    | Scozia                                                                     | 2 – 0                                                                      | Francia                                                                    | Qual. Mondiali 1990                                                        | -                                                                          | 69’                                                                        |
| 26-4-1989                                                                  | Glasgow                                                                    | Scozia                                                                     | 2 – 1                                                                      | Cipro                                                                      | Qual. Mondiali 1990                                                        | 1                                                                          |                                                                            |
| 27-5-1989                                                                  | Glasgow                                                                    | Scozia                                                                     | 0 – 2                                                                      | Inghilterra                                                                | Coppa Stanley Rous 1989                                                    | -                                                                          |                                                                            |
| 6-9-1989                                                                   | Belgrado                                                                   | Jugoslavia                                                                 | 3 – 1                                                                      | Scozia                                                                     | Qual. Mondiali 1990                                                        | -                                                                          |                                                                            |
| 11-10-1989                                                                 | Parigi                                                                     | Francia                                                                    | 3 – 0                                                                      | Scozia                                                                     | Qual. Mondiali 1990                                                        | -                                                                          |                                                                            |
| 15-11-1989                                                                 | Glasgow                                                                    | Scozia                                                                     | 1 – 1                                                                      | Norvegia                                                                   | Qual. Mondiali 1990                                                        | 1                                                                          |                                                                            |
| 25-4-1990                                                                  | Glasgow                                                                    | Scozia                                                                     | 0 – 1                                                                      | Germania Est                                                               | Amichevole                                                                 | -                                                                          | 68’                                                                        |
| 16-5-1990                                                                  | Aberdeen                                                                   | Scozia                                                                     | 1 – 3                                                                      | Egitto                                                                     | Amichevole                                                                 | 1                                                                          |                                                                            |
| 19-5-1990                                                                  | Glasgow                                                                    | Scozia                                                                     | 0 – 0                                                                      | Polonia                                                                    | Amichevole                                                                 | -                                                                          |                                                                            |
| 28-5-1990                                                                  | Ta' Qali                                                                   | Malta                                                                      | 1 – 2                                                                      | Scozia                                                                     | Amichevole                                                                 | -                                                                          | 68’                                                                        |
| 11-6-1990                                                                  | Genova                                                                     | Costa Rica                                                                 | 1 – 0                                                                      | Scozia                                                                     | Mondiali 1990 - 1º turno                                                   | -                                                                          | 74’                                                                        |
| 16-6-1990                                                                  | Genova                                                                     | Svezia                                                                     | 1 – 2                                                                      | Scozia                                                                     | Mondiali 1990 - 1º turno                                                   | -                                                                          | 85’                                                                        |
| 20-6-1990                                                                  | Torino                                                                     | Brasile                                                                    | 1 – 0                                                                      | Scozia                                                                     | Mondiali 1990 - 1º turno                                                   | -                                                                          | 77’                                                                        |
| 12-9-1990                                                                  | Glasgow                                                                    | Scozia                                                                     | 2 – 1                                                                      | Romania                                                                    | Qual. Euro 1992                                                            | 1                                                                          |                                                                            |
| 17-10-1990                                                                 | Glasgow                                                                    | Scozia                                                                     | 2 – 1                                                                      | Svizzera                                                                   | Qual. Euro 1992                                                            | -                                                                          |                                                                            |
| 14-11-1990                                                                 | Sofia                                                                      | Bulgaria                                                                   | 1 – 1                                                                      | Scozia                                                                     | Qual. Euro 1992                                                            | 1                                                                          |                                                                            |
| 6-2-1991                                                                   | Glasgow                                                                    | Scozia                                                                     | 0 – 1                                                                      | Unione Sovietica                                                           | Amichevole                                                                 | -                                                                          |                                                                            |
| 27-3-1991                                                                  | Glasgow                                                                    | Scozia                                                                     | 1 – 1                                                                      | Bulgaria                                                                   | Qual. Euro 1992                                                            | -                                                                          |                                                                            |
| 11-9-1991                                                                  | Berna                                                                      | Svizzera                                                                   | 2 – 2                                                                      | Scozia                                                                     | Qual. Euro 1992                                                            | 1                                                                          |                                                                            |
| 13-11-1991                                                                 | Glasgow                                                                    | Scozia                                                                     | 4 – 0                                                                      | San Marino                                                                 | Qual. Euro 1992                                                            | 1                                                                          |                                                                            |
| 19-2-1992                                                                  | Glasgow                                                                    | Scozia                                                                     | 1 – 0                                                                      | Irlanda del Nord                                                           | Amichevole                                                                 | 1                                                                          | 46’                                                                        |
| 25-3-1992                                                                  | Glasgow                                                                    | Scozia                                                                     | 1 – 1                                                                      | Finlandia                                                                  | Amichevole                                                                 | -                                                                          | 55’                                                                        |
| 17-5-1992                                                                  | Denver                                                                     | Stati Uniti                                                                | 0 – 1                                                                      | Scozia                                                                     | Amichevole                                                                 | -                                                                          | 76’                                                                        |
| 20-5-1992                                                                  | Toronto                                                                    | Canada                                                                     | 1 – 3                                                                      | Scozia                                                                     | Amichevole                                                                 | 1                                                                          |                                                                            |
| 3-6-1992                                                                   | Oslo                                                                       | Norvegia                                                                   | 0 – 0                                                                      | Scozia                                                                     | Amichevole                                                                 | -                                                                          | 46’                                                                        |
| 12-6-1992                                                                  | Göteborg                                                                   | Paesi Bassi                                                                | 1 – 0                                                                      | Scozia                                                                     | Euro 1992 - 1º turno                                                       | -                                                                          | 73’                                                                        |
| 15-6-1992                                                                  | Norrköping                                                                 | Germania                                                                   | 2 – 0                                                                      | Scozia                                                                     | Euro 1992 - 1º turno                                                       | -                                                                          | 69’                                                                        |
| 18-6-1992                                                                  | Norrköping                                                                 | Scozia                                                                     | 3 – 0                                                                      | Comunità degli Stati Indipendenti                                          | Euro 1992 - 1º turno                                                       | -                                                                          | 68’                                                                        |
| 9-9-1992                                                                   | Berna                                                                      | Svizzera                                                                   | 3 – 1                                                                      | Scozia                                                                     | Qual. Mondiali 1994                                                        | 1                                                                          |                                                                            |
| 14-10-1992                                                                 | Glasgow                                                                    | Scozia                                                                     | 0 – 0                                                                      | Portogallo                                                                 | Qual. Mondiali 1994                                                        | -                                                                          |                                                                            |
| 18-11-1992                                                                 | Glasgow                                                                    | Scozia                                                                     | 0 – 0                                                                      | Italia                                                                     | Qual. Mondiali 1994                                                        | -                                                                          |                                                                            |
| 18-11-1992                                                                 | Glasgow                                                                    | Scozia                                                                     | 3 – 0                                                                      | Malta                                                                      | Qual. Mondiali 1994                                                        | 2                                                                          |                                                                            |
| 28-4-1993                                                                  | Lisbona                                                                    | Portogallo                                                                 | 5 – 0                                                                      | Scozia                                                                     | Qual. Mondiali 1994                                                        | -                                                                          |                                                                            |
| 16-8-1995                                                                  | Glasgow                                                                    | Scozia                                                                     | 1 – 0                                                                      | Grecia                                                                     | Qual. Euro 1996                                                            | 1                                                                          | 71’                                                                        |
| 6-9-1995                                                                   | Glasgow                                                                    | Scozia                                                                     | 1 – 0                                                                      | Finlandia                                                                  | Qual. Euro 1996                                                            | -                                                                          | 70’                                                                        |
| 15-11-1995                                                                 | Glasgow                                                                    | Scozia                                                                     | 5 – 0                                                                      | San Marino                                                                 | Qual. Euro 1996                                                            | 1                                                                          | 48’                                                                        |
| 27-3-1996                                                                  | Glasgow                                                                    | Scozia                                                                     | 1 – 0                                                                      | Australia                                                                  | Amichevole                                                                 | 1                                                                          | cap. 80’                                                                   |
| 24-4-1996                                                                  | Copenaghen                                                                 | Danimarca                                                                  | 2 – 0                                                                      | Scozia                                                                     | Amichevole                                                                 | -                                                                          | 72’                                                                        |
| 29-5-1996                                                                  | Miami                                                                      | Colombia                                                                   | 1 – 0                                                                      | Scozia                                                                     | Amichevole                                                                 | -                                                                          | 61’                                                                        |
| 15-6-1996                                                                  | Londra                                                                     | Inghilterra                                                                | 2 – 0                                                                      | Scozia                                                                     | Euro 1996 - 1º turno                                                       | -                                                                          | 67’                                                                        |
| 18-6-1996                                                                  | Birmingham                                                                 | Svizzera                                                                   | 0 – 1                                                                      | Scozia                                                                     | Euro 1996 - 1º turno                                                       | 1                                                                          | 83’                                                                        |
| 31-8-1996                                                                  | Vienna                                                                     | Austria                                                                    | 0 – 0                                                                      | Scozia                                                                     | Qual. Mondiali 1998                                                        | -                                                                          | 75’                                                                        |
| 10-11-1996                                                                 | Glasgow                                                                    | Scozia                                                                     | 1 – 0                                                                      | Svezia                                                                     | Qual. Mondiali 1998                                                        | -                                                                          | 84’                                                                        |
| 11-2-1997                                                                  | Monaco                                                                     | Estonia                                                                    | 0 – 0                                                                      | Scozia                                                                     | Qual. Mondiali 1998                                                        | -                                                                          | 73’                                                                        |
| 2-4-1997                                                                   | Glasgow                                                                    | Scozia                                                                     | 2 – 0                                                                      | Austria                                                                    | Qual. Mondiali 1998                                                        | -                                                                          | 85’                                                                        |
| 7-9-1997                                                                   | Aberdeen                                                                   | Scozia                                                                     | 4 – 1                                                                      | Bielorussia                                                                | Qual. Mondiali 1998                                                        | -                                                                          | 46’                                                                        |
| 5-9-1998                                                                   | Vilnius                                                                    | Lituania                                                                   | 0 – 0                                                                      | Scozia                                                                     | Qual. Euro 2000                                                            | -                                                                          | 83’                                                                        |
| 10-10-1998                                                                 | Edimburgo                                                                  | Scozia                                                                     | 3 – 2                                                                      | Estonia                                                                    | Qual. Euro 2000                                                            | -                                                                          | 68’                                                                        |
| Totale                                                                     |                                                                            | Presenze                                                                   | 61                                                                         |                                                                            | Reti (6º posto)                                                            | 19                                                                         |                                                                            |

### Allenatore

#### Club
In grassetto le competizioni vinte.
| Stagione               | Squadra                | Campionato             | Campionato | Campionato | Campionato | Campionato | Coppe nazionali | Coppe nazionali | Coppe nazionali | Coppe nazionali | Coppe nazionali | Coppe continentali | Coppe continentali | Coppe continentali | Coppe continentali | Coppe continentali | Altre coppe | Altre coppe | Altre coppe | Altre coppe | Altre coppe | Totale | Totale | Totale | Totale | Vittorie % | Piazzamento |
| Stagione               | Squadra                | Comp                   | G          | V          | N          | P          | Comp            | G               | V               | N               | P               | Comp               | G                  | V                  | N                  | P                  | Comp        | G           | V           | N           | P           | G      | V      | N      | P      | %          | Piazzamento |
| ---------------------- | ---------------------- | ---------------------- | ---------- | ---------- | ---------- | ---------- | --------------- | --------------- | --------------- | --------------- | --------------- | ------------------ | ------------------ | ------------------ | ------------------ | ------------------ | ----------- | ----------- | ----------- | ----------- | ----------- | ------ | ------ | ------ | ------ | ---------- | ----------- |
| 2011-2012              | Rangers                | SPL                    | 38         | 26         | 5          | 7          | SC              | 2               | 1               | 0               | 1               | -                  | -                  | -                  | -                  | -                  | SLC         | 1           | 0           | 0           | 1           | 41     | 27     | 5      | 9      | 65,85      | 2º          |
| 2012-2013              | Rangers                | STD                    | 36         | 25         | 8          | 3          | SC              | 4               | 3               | 0               | 1               | -                  | -                  | -                  | -                  | -                  | SLC+SCC     | 4+3         | 3+2         | 0+1         | 1+0         | 47     | 33     | 9      | 5      | 70,21      | 1º          |
| 2013-2014              | Rangers                | SLO                    | 36         | 33         | 3          | 0          | SC              | 6               | 4               | 1               | 1               | -                  | -                  | -                  | -                  | -                  | SLC+SCC     | 1+5         | 0+4         | 0+0         | 1+1         | 48     | 41     | 4      | 3      | 85,42      | 1º          |
| 2014-2015              | Rangers                | SC                     | 36         | 19         | 10         | 7          | SC              | 1               | 0               | 0               | 1               | -                  | -                  | -                  | -                  | -                  | SLC+SCC     | 5+4         | 4+3         | 0+0         | 1+1         | 55     | 31     | 12     | 12     | 56,36      | 3º          |
| Totale Glasgow Rangers | Totale Glasgow Rangers | Totale Glasgow Rangers | 146        | 103        | 26         | 17         |                 | 13              | 8               | 1               | 4               |                    | -                  | -                  | -                  | -                  |             | 23          | 16          | 1           | 6           | 182    | 127    | 28     | 27     | 69,78      |             |
| Totale carriera        | Totale carriera        | Totale carriera        | 146        | 103        | 26         | 17         |                 | 13              | 8               | 1               | 4               |                    | -                  | -                  | -                  | -                  |             | 23          | 16          | 1           | 6           | 182    | 127    | 28     | 27     | 69,78      |             |

## Palmarès

### Giocatore

#### Club
- Coppa di Lega scozzese: 9

Rangers: 1983-1984, 1984-1985, 1986-1987, 1987-1988, 1988-1989, 1990-1991, 1992-1993, 1993-1994, 1996-1997
- Campionato scozzese: 10

Rangers: 1986-1987, 1988-1989, 1989-1990, 1990-1991, 1991-1992, 1992-1993, 1993-1994, 1994-1995, 1995-1996, 1996-1997
- Coppa di Scozia: 3

Rangers: 1991-1992, 1992-1993, 1995-1996

#### Individuale
- Giocatore dell'anno della SFWA: 1

1992
- Giocatore dell'anno della SPFA: 1

1992
- Capocannoniere della Scottish League Cup: 4

1983-1984 (9 reti), 1984-1985 (5 reti), 1987-1988 (6 reti), 1992-1993 (8 reti)

### Allenatore

#### Club
- Scottish Third Division: 1

Rangers: 2012-2013
- Scottish League One: 1

Rangers: 2013-2014